# Arkady Fiedler

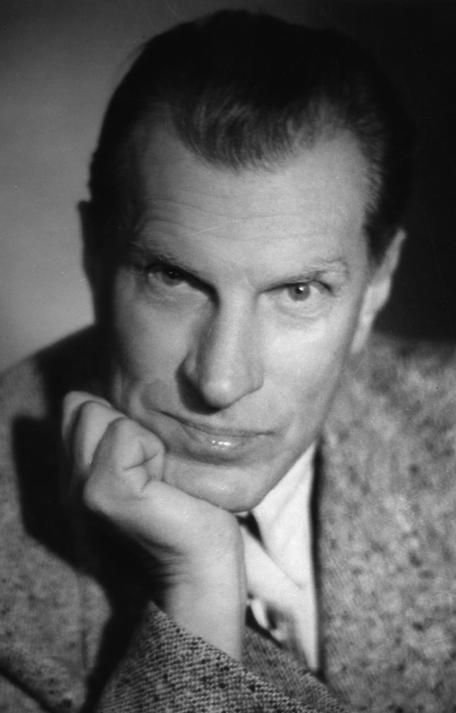

Arkady Fiedler (* 28. November 1894 in Posen; † 7. März 1985 in Puszczykowo im Powiat Poznański) war ein polnischer Biologe, Journalist und Schriftsteller.

## Leben
Arkady Fiedler besuchte die Oberrealschule und studierte anschließend an der Jagiellonen-Universität in Krakau, später in Poznań und Berlin Philosophie und Biologie. In den Jahren 1918 und 1919 beteiligte er sich am Großpolnischen Aufstand. Er gehörte zu den Organisatoren der geheimen Polnischen Militärorganisation (Polska Organizacja Wojskowa).
Zwischen 1927 und 1981 unternahm Arkady Fiedler zahlreiche Reisen durch Europa, Asien, Afrika sowie Nord- und Südamerika, auf denen er meist zoologische und ethnografische Studien betrieb. Er schrieb 32 Bücher, die in zahlreiche Sprachen übersetzt wurden. Er verfasste vor allem Reiseberichte und Abenteuerromane. Sein Buch "Harzduftendes Kanada" wurde ein Bestseller.
Am Zweiten Weltkrieg nahm er auf britischer Seite teil. Sein bekanntestes Buch über das polnische Jagdgeschwader Dywizjon 303 wurde mehr als 1,5 Millionen Mal verkauft.
Auf Antrag der Kinder erhielt er die internationale Auszeichnung als Kavalier des Ordens des Lächelns.
Im Jahre 1974 wurde im ehemaligen Haus der Familie Fiedler in Puszczykowo das Arkady-Fiedler-Museum errichtet.

## Schriften
In deutscher Übersetzung erschienen unter anderem:
- Harzduftendes Kanada. 1946 (Kanada pachnąca żywicą. 1935)[1]
- Die Fische singen im Ucayali : Urwalderlebnisse im Stromgebiet des Amazonas. 1950 (Ryby śpiewają w Ukajali. 1935)
- Rio de Oro.  (Rio de Oro. 1950)
- Der kleine Bison. (Mały Bizon. 1952)
- Erlebnisse mit Urwaldtieren. 1953
- Heißes Dorf auf Madagaskar. 1954 (Gorąca wieś Ambinanitelo. 1954)
- Die Insel der Verwegenen. 1958 (Wyspa Robinsona. 1954)
- Orinoko. 1960 (Orinoko. 1957)
- Im Land der wilden Bananen. Begegnungen mit den Thai und Meo. (Dzikie banany. 1959)
- Bei Arawak und Waiwai (1974)
- Staffel 303. Die polnischen Jagdflieger in der Luftschlacht um England, Bochum 2010 (Dywizjon 303. 1942) ISBN 978-3-00-030122-3 Informationen online
- Buffalo Child. Persimplex, Wismar 2012 ISBN 978-3-86440-046-9

## Notizen
1. ↑  als Hörbuch für Blinde u. a. bei Schweizerische Bibliothek für Blinde, Seh- und Lesebehinderte, DS 39655

| Personendaten    | Personendaten                                     |
| ---------------- | ------------------------------------------------- |
| NAME             | Fiedler, Arkady                                   |
| ALTERNATIVNAMEN  | Fiedler, Arkadi                                   |
| KURZBESCHREIBUNG | polnischer Biologe, Journalist und Schriftsteller |
| GEBURTSDATUM     | 28. November 1894                                 |
| GEBURTSORT       | Posen                                             |
| STERBEDATUM      | 7. März 1985                                      |
| STERBEORT        | Puszczykowo (Powiat Poznański)                    |